# Autostrada A34 (Włochy)
Autostrada A34 (wł. Autostrada Villesse-Gorizia) – płatna autostrada we wschodnich Włoszech łącząca Villesse z Gorizią w regionie Friuli-Wenecja Julijska. Arteria jest długa 17 km.
Trasa powstała w drugiej połowie lat 70. jako obwodnica.
Autostradą zarządza spółka "Autovie Venete S.p.A.". Koszt budowy autostrady wyniósł 147 milionów euro.